# لوكا توزار
لوكاس توزارت (بالفرنسية: Lucas Tousart)‏ (29 أبريل 1997 أراس فرنسا - ) هو لاعب كرة قدم فرنسي، يلعب كلاعب وسط بنادي هرتا برلين

## وصلات خارجية
لوكا توزار على موقع الاتحاد الأوربي (الإنجليزية)
- لوكا توزار على موقع إي إس بي إن إف سي (الإنجليزية)
- لوكا توزار على موقع قاعدة بيانات كرة القدم.إي يو (الإنجليزية)
- لوكا توزار على موقع ليكيب (الفرنسية)
- لوكا توزار على موقع Soccerbase.com (لاعب) (الإنجليزية)
- لوكا توزار على موقع Soccerway.com (الإنجليزية)
- لوكا توزار على موقع عالم كرة القدم.نت (الإنجليزية)
- لوكا توزار على موقع أوليمبيديا (الإنجليزية)
- لوكا توزار على موقع AS.com (الإسبانية)